# Лондонская библиотека
Лондонская библиотека — самая большая в мире платная библиотека, выдающая книги по абонементу, одно из главных литературных учреждений Великобритании.
Она была основана в 1841 году по инициативе Томаса Карлейля, недовольного политикой Британской библиотеки. Расположена в Лондонском районе Сент-Джеймс в округе Вестминстер с 1845 года. Подписаться на абонемент может любой желающий, заплатив за него. По состоянию на март 2012 года библиотека имела 7 155 абонементов.
Т. С. Элиот, долгое время занимавший пост президента библиотеки, сказал в 1952 году, что какие бы социальные изменения ни произошли в обществе, исчезновение Лондонской библиотеки было бы катастрофой для человечества.

## Собрание
В коллекции библиотеки представлена литература начиная с XVI века, преобладает художественная литература, литература об искусстве и ремёслах, архитектуре, истории, философии, религии, биографии, а также карты и литература о путешествиях. Хуже представлена литература на темы общественных наук. Точные и естественные науки, технология, медицина и право не относятся к компетенции библиотеки, хотя и представлены, особенно литература по истории этих областей. Коллекция включает в себя также периодические издания по широкому кругу вопросов.
В 1944 году в результате бомбардировок библиотека потеряла порядка 16 000 томов, а в 1970 году продала имевшееся у неё незначительное количество инкунабул. Всё остальное, за исключением некоторых дубликатов, сохранилось со дня её основания. Библиотека не проводит изъятия старой или несовременной литературы, всё, что она имела когда-либо, она хранит у себя. Библиотека имеет более миллиона единиц хранения, в 2011 году было приобретено 8123 книг и периодических изданий. 97 % коллекции доступны для выдачи на дом. Это самая крупная библиотека с выдачей книг в Европе.
Библиотека также подписывается на многие электронные журналы и другие базы данных. Все приобретения библиотеки после 1950 года доступны для поиска в онлайн каталоге, остальное постепенно оцифровывается.
95 % коллекции размещается на открытых полках, остальные 5 % — редкие книги, находящиеся в безопасном хранении.

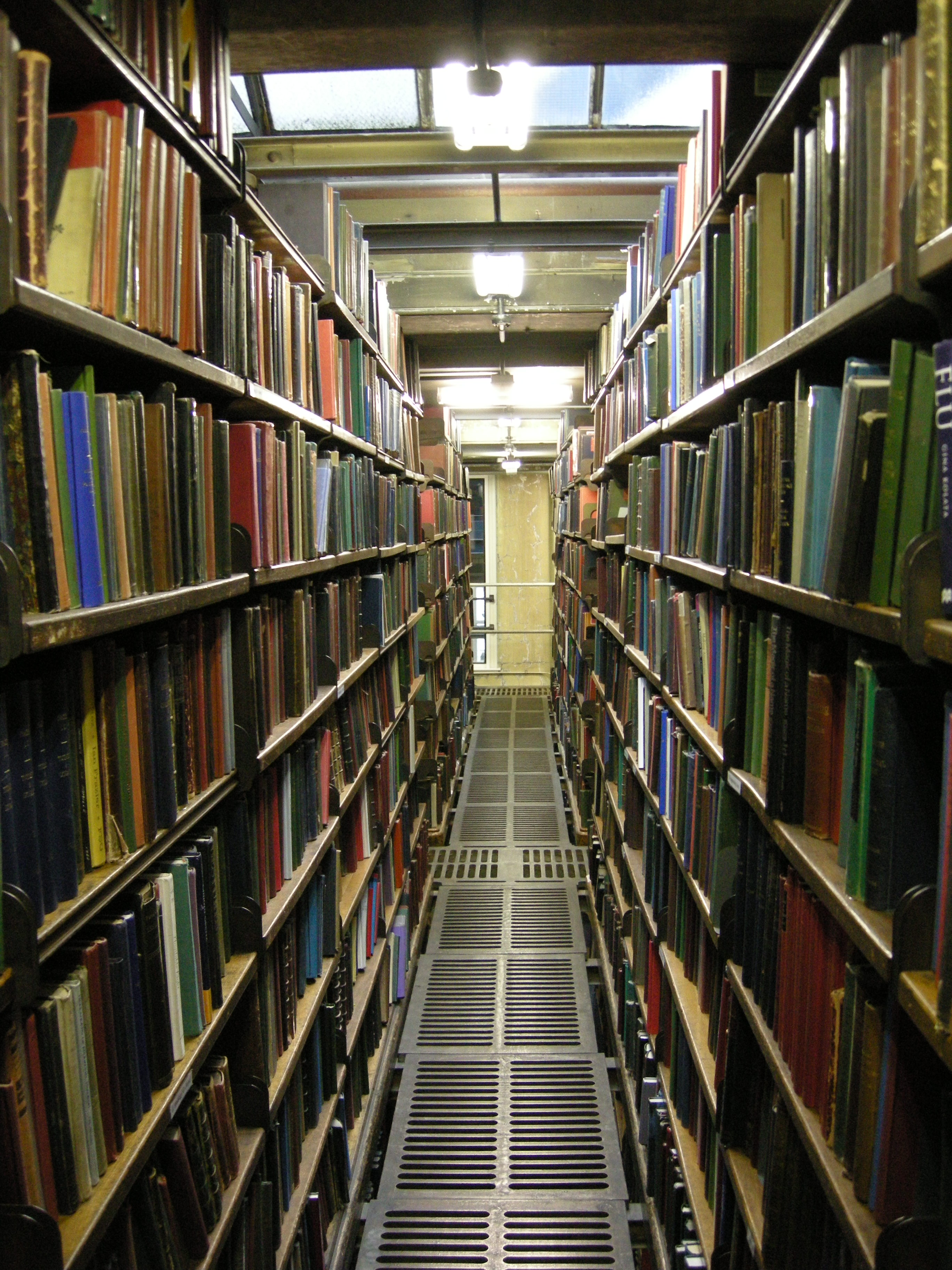
Книжные полки в библиотеке

## Здания библиотеки
Со дня основания в 1841 году библиотека четыре года находилась на улице Пэлл-Мэлл, 49. В 1845 году она переехала на улицу Сент-Джеймс, 14, и находится там до сих пор. Помещения, однако, претерпели множество изменений и расширений на протяжении многих лет вместе с ростом коллекции.
В феврале 1944 года в библиотеку попала бомба и 16 000 томов были уничтожены, включая большую часть биографической коллекции. Несмотря на то, что библиотека открылась уже в июле, восстановительные работы продолжались до начала 1950-х годов.

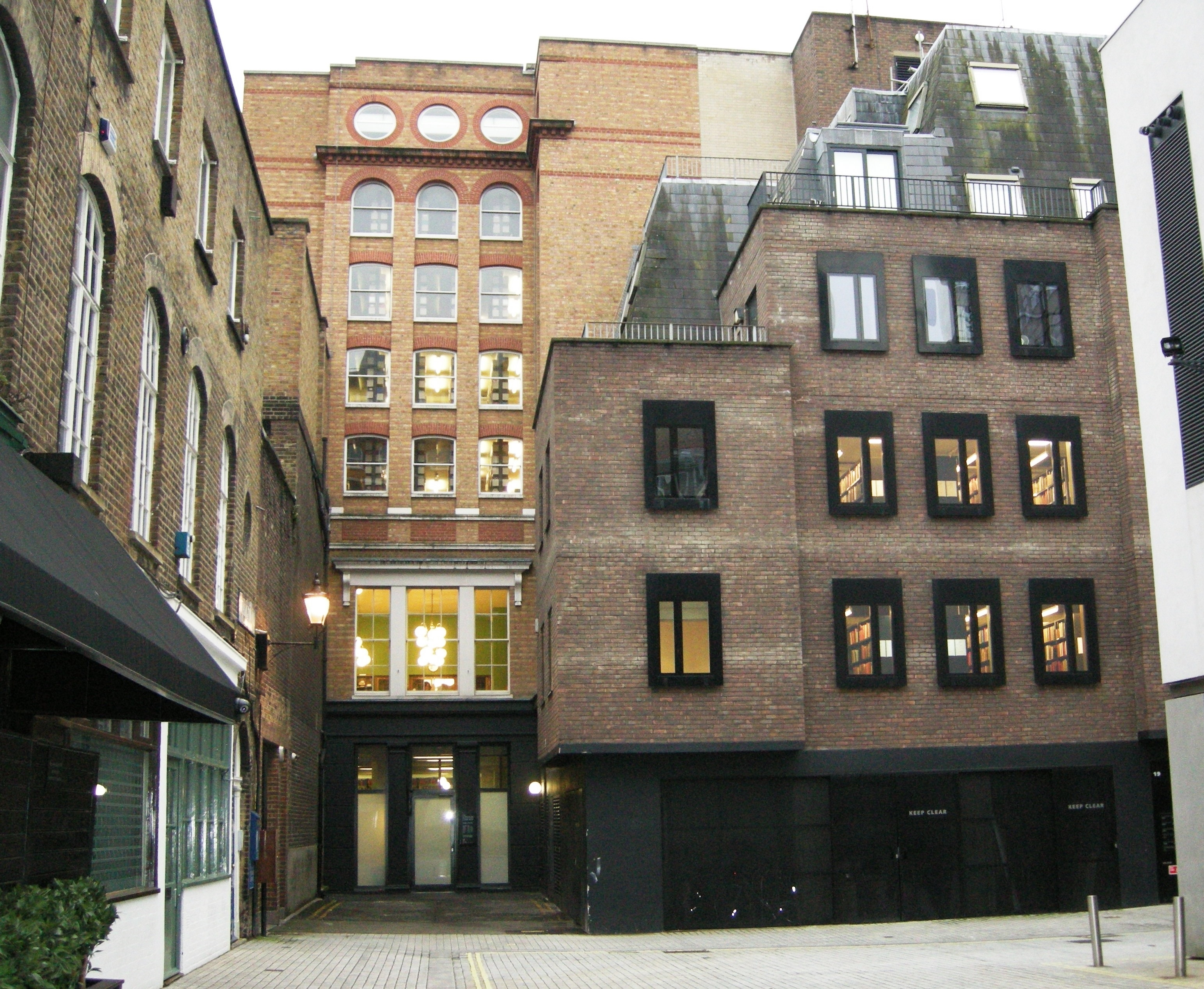
Вид из окна. Кирпичный дом в центре — дом Элиота

Библиотека всё время испытывала недостаток площади, и в 2004 году было приобретено дополнительное четырёхэтажное здание, увеличившее площади библиотеки на 30 %. В 2008 году его переименовали в дом Элиота. Переезд в новое здание позволил провести существенную реставрацию и перестройку.

## Абонемент
В 1903 году подписка на абонемент стоила £3. Во времена Первой мировой войны плата осталась прежней плюс вступительный взнос £1. В 1930-е годы стоимость абонемента поднялась до £4 со вступительным взносом £3, который оставался неизменным до 1950-х. К ноябрю 1981 года подписка стоила уже £60. В связи с приобретением библиотекой дома Элиота, стоимость подписки значительно выросла в январе 2008 года, с £ 210 до £ 375 (с наличием льгот и без вступительного взноса).
По состоянию на январь 2013 годовая плата для индивидуального читателя составляет £460. Льготный абонемент для молодёжи, а также для супруга или партнёра основного читателя стоит £230. Кроме того существует пожизненный абонемент, стоимость которого зависит от возраста, а также абонементы для учреждений и организаций.

## Покровители
Вскоре после основания библиотеки её покровителем согласился стать Принц Альберт. Её покровителями в разное время были также Эдуард VII, Георг V, Георг VI; Елизавета и Елизавета II.